# Megalophanes majoropsis
Megalophanes majoropsis is een vlinder uit de familie zakjesdragers (Psychidae). De wetenschappelijke naam van deze soort is voor het eerst geldig gepubliceerd in 1961 door Bourgogne.